# DeSchoWieda
DeSchoWieda ist eine deutsche Band, die 2013 in Erding gegründet wurde. Die Gruppe spielt überwiegend eigene Songs sowie Coverversionen internationaler Hits in bairischer Mundart.

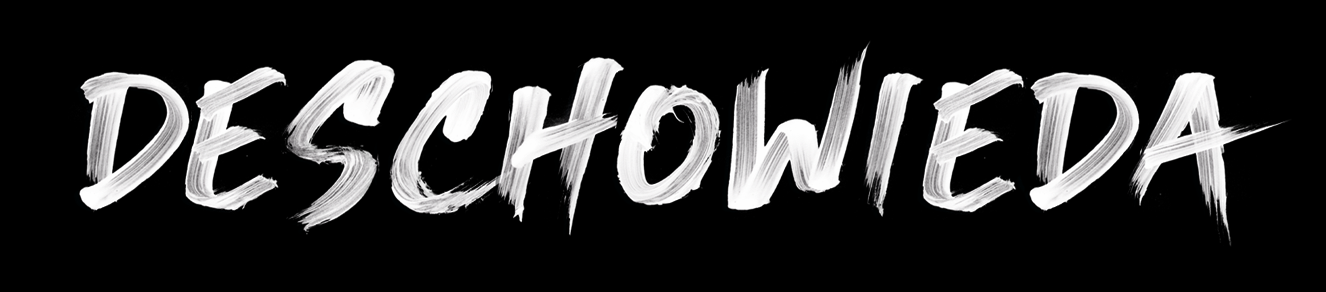
Schriftlogo der Band

## Geschichte
Die drei Gründungsmitglieder kennen sich aus der gemeinsamen Zeit in der Kreismusikschule Erding, wo sie bereits zusammen gespielt hatten. Mit der Idee zu dem Lied Wenn i amoi im Himme bin konfrontierte Max Josef Kronseder die beiden Brüder Tobias Reinhard Loechle und Johannes Benedikt Loechle im Jahr 2013. Aufgrund der positiven Resonanz ihres darauffolgenden ersten gemeinsamen Auftritts beschlossen die drei Musiker, die Band DeSchoWieda zu gründen.
Ihre Liedtexte sind in bairischer Mundart verfasst, musikalisch zählt die Gruppe zur sogenannten „Neuen Bayrischen Welle“ bzw. zur Neuen Volksmusik.
Mit einem Video ihrer Coverversion Nimma des Chartbreakers Timber von Pitbull in bairischer Mundart im Auto, erhielten sie 2014 über fünf Millionen Klicks auf Facebook. Als Antenne Bayern Hitkapelle veröffentlichten sie daraufhin weitere Coversongs, u. a. Die Liebe de is groß (All About That Bass von Meghan Trainor), Lach amoi (Shake It Off von Taylor Swift) und Locka (I hob so a Feeling) (Can’t Stop the Feeling! von Justin Timberlake). Im selben Jahr erschien mit Heid moi ned an moing denga, bairisch für „Heute mal nicht an morgen denken“, ihr Debütalbum bei Ghostsmiley Productions. Es folgten Auftritte u. a. im Bayerischen Fernsehen und bei Sat.1 Bayern.
Im April 2015 nahmen sie Felix Ranft als Schlagzeuger mit auf, den die Loechle-Brüder aus vergangenen Band-Formationen kannten. DeSchoWieda veröffentlichten 2015 ihre erste Single Oh Mare. Mit einem Konzert in der ausverkauften Erdinger Stadthalle im April 2015 begann ihre erste kleinere Konzerttour. Es folgten im Laufe des Jahres 2015 Auftritte auf Festivals, wie z. B. der Brass Wiesn, dem Rock on Top sowie bei der Meisterschaftsfeier des FC Bayern München im Postpalast.
2016 veröffentlichten DeSchoWieda ihr zweites Album Genau Mei Weda und tourten daraufhin mit der Easy Rider Tour durch Bayern und Österreich. Die Band spielt 2017 in dem Kinofilm Austreten, eine bayerische Komödie von Schmidbauerfilm mit Markus Böker, in einer Bar ihren Song Heid moi ned an moing denga. Die Titelmelodie Richtig oder foisch ist ebenfalls von DeSchoWieda und entstand, als Tobias Loechle und Maximilian Kronseder mit Chiemseer Freunden einen Tag auf einem Elektroboot auf dem Chiemsee verbrachten. Im gleichen Jahr veröffentlichten sie eine bayrische Fassung vom Despacito mit Monika Gruber. Die Veröffentlichung von Servus Habedehre fand vor allem Beachtung durch die Aufnahme von DeSchoWieda feat. FT München Gern & Philipp Lahms Weggefährten.
2018 folgten So und ned anders und Dirndlfliang, 2019 Monaco Franze und im September die Wiederauflage des 90er Hits I’m too Sexy von Right Said Fred als Auf da Bierbank.
2020 folgten Am Stammtisch (U Can’t Touch This) und Bleib gschmeidig als Teil des Soundtracks zum Roadmovie Ausgrissn!, der Wittmann-Brüder. Im Dezember legten sie mit Hinblick auf die Corona-Pandemie den Fokus nochmals auf den bereits 2001 geschriebenen Song Der Anfang.
2021 stand im Zeichen von weiteren Videos und Produktionen im DeSchoWieda-Bandauto, im Studio und in der Garage. Im Juni 2021 folgte die Wiederauflage des Hits Wenn i mit dir tanz von DeSchoWieda feat. Nicki & Fleischi. Im Oktober folgte das Liebeslied Hoib varreckt, der Release des Wellerman-Wiesn-Remix Wenn die Bedienung kommt und ein Auftritt im Circus Krone mit Roland Hefter und seinen Isarrider. Nach zwei Jahren Vorbereitungszeit erschien im Dezember 2021 das vierte Album DeSchoWieda.
Von 2013 bis 2021 spielte DeSchoWieda mehr als 250 Konzerte. Sie waren zu Gast auf verschiedenen Festivals, wie dem Woodstock der Blasmusik in A-Ort im Innkreis, Go to GÖ Festival in Görisried, Rock on Top in Berchtesgaden, Bergfestival am Wank in Garmisch-Partenkirchen, Brass Wiesn Festival in Eching, Brass Palmas in Kroatien, Kitzbühel Weißwurstparty, Heimatliebe Festival in Regensburg, KultArt Festival in Krailing, Weigendorf Open Air, Alb Sound Festival in Westerheim, BurgFlair Open Air in Parsberg, Zeltl’n Waging und dem Heimat Festival am Nockherberg. Aufgrund der Covid-19-Pandemie wurde in den Jahren 2020/21 eine Biergartentour gestartet.

DeSchoWieda, Gründer
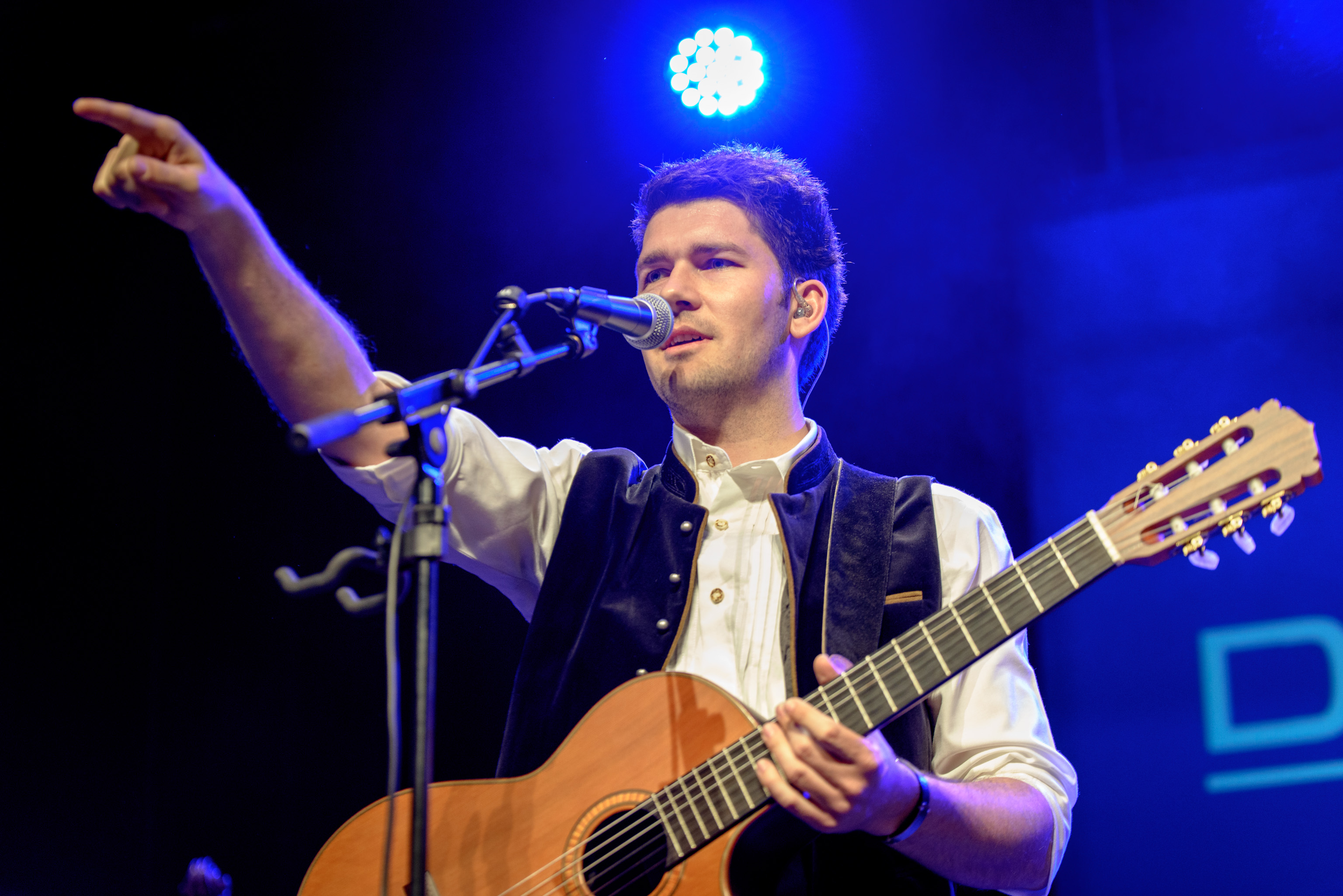
Maximilian Josef Kronseder
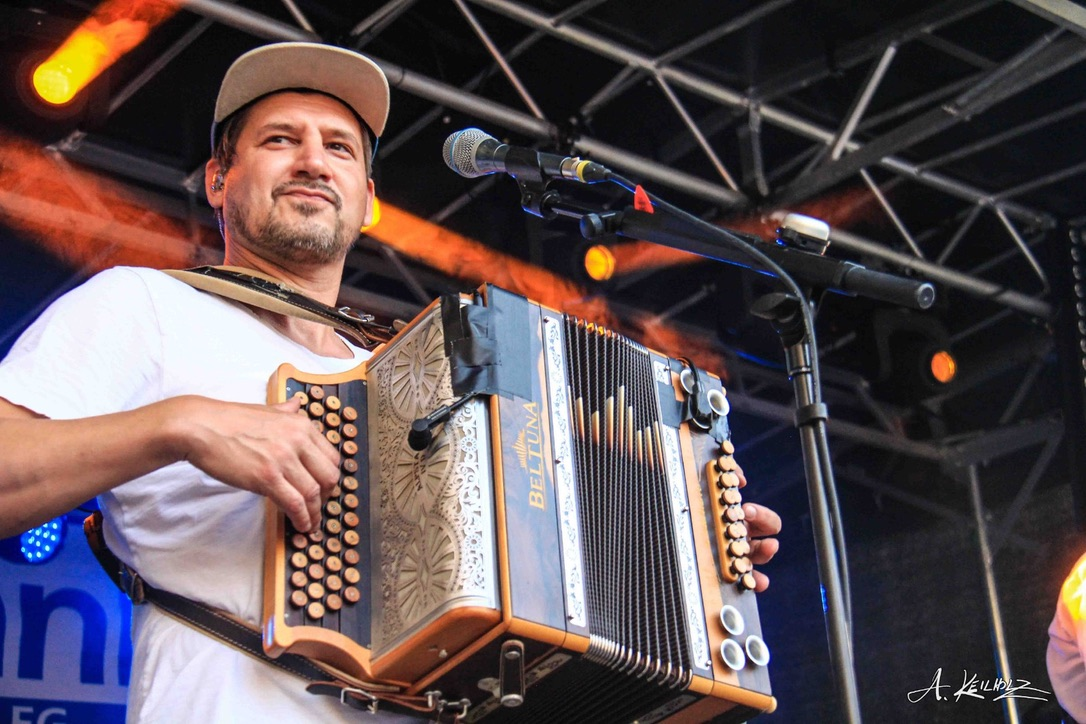
Tobias Reinhard Loechle
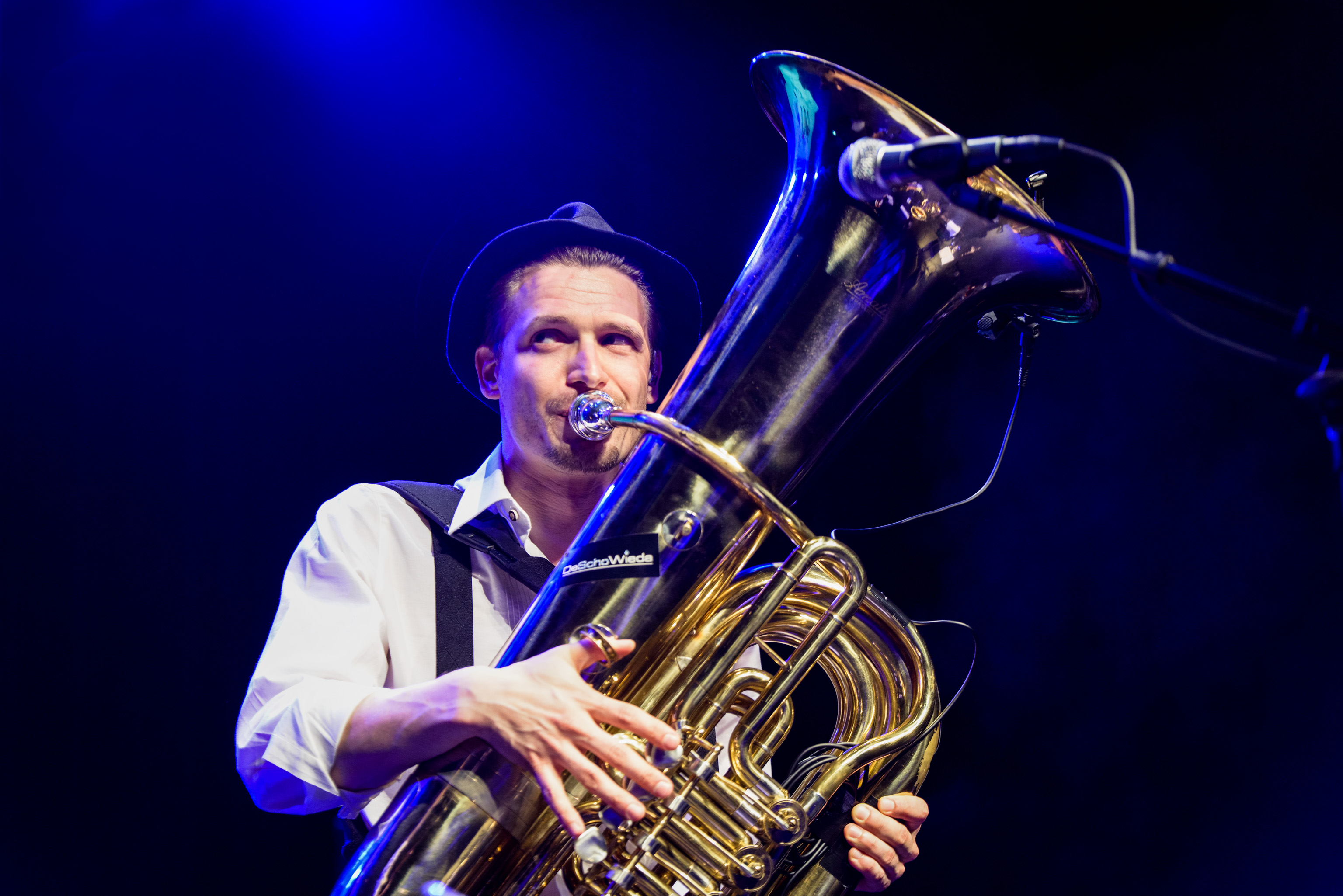
Johannes Benedikt Loechle

## Videos und Social Media
Vor allem ihre im Auto gedrehten Musikvideos brachten DeSchoWieda eine schnell wachsende Fangemeinde und zahlreiche Follower auf den Social-Media-Plattformen. Die Band erreichte mit Stand Mai 2025 42 Mio. Videoaufrufe auf Facebook und 76 Mio. Aufrufe auf YouTube.
- I’m Too Sexy (Auf da Bierbank) feat. Fred and Richard (Facebook 14 Mio., Musikvideo YouTube 3,1 Mio., Weitere YouTube-Videos 56 Mio.)
- Nimma (Facebook 6 Mio., YouTube 1,7 Mio.)
- Wos passiert do? (Facebook 3,7 Mio.)
- Gehma moi a Häusl weida (Facebook 1,4 Mio.)
- Die Liebe de is groß (Facebook 1,1 Mio., YouTube: 1,3 Mio.)
- Bleib gschmeidig (YouTube: 1,3 Mio.)
- Easy Rider (YouTube: 1 Mio.)
- Da Grantler (YouTube: 1 Mio.)
- Schuahplattla (YouTube: 0,9 Mio.)

## Diskografie
Alben
- 2014: Heid moi ned an moing denga (Ghostsmiley Productions)
- 2016: Genau mei Weda (südpolrecords)
- 2018: So und ned anders (südpolrecords)
- 2021: DeSchoWieda (stereopolrecords)

EPs
- 2016: Easy Rider Remix EP (südpolrecords)
- 2017: Austreten (Original Soundtrack zum gleichnamigen Kinofilm, südpolrecords)

Singles
- 2015: Oh Mare (Ghostsmiley Productions)
- 2015: Oh FCB (FC Bayern München Rekordmeister Mix) (Nordpolrecords)
- 2015: De ganze Welt geht ab (südpolrecords)
- 2016: Du bistas (südpolrecords)
- 2017: Wenn i woit dann kannt i (südpolrecords)
- 2017: Servus Habedehre (südpolrecords)
- 2018: Dirndlfliang (südpolrecords)
- 2019: Monaco Franze (Bavarian Everybody) (südpolrecords)
- 2019: I’m Too Sexy (Auf Da Bierbank) feat. Fred and Richard (südpolrecords)
- 2020: Am Stammtisch (Can't Touch This) (südpolrecords)
- 2020: Bleib gschmeidig (Soundtrack zum Roadmovie Ausgrissn) (südpolrecords)
- 2020: Trink ma nie aus (DeSchoWieda & Schickimicki Club, südpolrecords)
- 2020: Der Anfang (südpolrecords)
- 2021: De mim Huat san guad (stereopolrecords)
- 2021: Wenn i mit dir tanz (feat. Nicki & Fleischi) (stereopolrecords)
- 2021: Nachts san alle Katzen blau (stereopolrecords)
- 2021: Hoib vareckt (stereopolrecords)
- 2021: Wenn die Bedienung kommt (Wellerman - Wiesn Remix) (stereopolrecords)
- 2022: Centerfold feat. Ringlstetter (stereopolrecords)
- 2022: Mit dir laffts (stereopolrecords)
- 2023: Wonderful Days (stereopolrecords)
- 2023: Schmusen (stereopolrecords)
- 2024: Mamaso (stereopolrecords)
- 2024: Schwimma (stereopolrecords)

## Soundtracks
- 2010: Musik "Bleib gschmeidig" zum Kinofilm "Ausgrissn! In der Lederhosn nach Las Vegas" der Wittmann-Brüder
- 2017: Titlelsong "Richtig oder foisch" zum Kinofilm "Austreten", eine bayerische Komödie von Schmidbauerfilm
- 2022: Titelsong "Mit dir laffts" zur Werbung von ERDINGER Brauhaus

## Tourneen
- Easy Rider (2015–2016)
- Hint häher wia vorn (2017)
- So und ned anders (2018)
- Tour de Franz (2019–2021)
- Mia seng uns wieda (2022)
- 10 Jahre Jubiläumstour (2023–2024)
- Des tourt guad (2025)

## Musikvideos
- Nimma (2014, Videoproduktion: Tobias Loechle), Coverversion von Timber - Pitbull feat. Ke$ha
- Mei Weg (2014, Videoproduktion: Tobias Loechle)
- Oh Mare (2015, Videoproduktion: Tobias Loechle)
- De Liebe de is groß (2015, Videoproduktion: Tobias Loechle), Coverversion von All About That Bass - Meghan Trainor
- Da Grantler (2015, Videoproduktion: Tobias Loechle)
- Heid moi ned an moing denga (2015, Videoproduktion: Tobias Loechle)
- Schuahplattla (2015, Videoproduktion: Tobias Loechle), Coverversionen von Here Comes the Hotstepper - Ini Kamoze
- Du Bistas (Last Christmas) (2015, Kamera & Schnitt: Mike Roza), Coverversion von Last Christmas - Wham!
- Lach amoi (2016, Videoproduktion: Tobias Loechle), Coverversion von Shake it Off - Taylor Swift
- Scheiß da nix (2016, Videoproduktion: Tobias Loechle)
- Easy Rider (2016, Videoproduktion: David Schlichter)
- Locka (I hob so a Feeling) (2017, Videoproduktion: Tobias Loechle), Coverversion von Can't Stop the Feeling! - Justin Timberlake
- Gehma moi a Häusl weida (2017, Videoproduktion: Tobias Loechle), Coverversion von Wannabe - Spice Girls
- Wenn i woit dann kannt i (2017, Kamera & Schnitt: Mike Roza)
- Servus Habedehre feat. FT München Gern & Philipp Lahms Weggefährten (2017, Videoproduktion: David Schlichter)
- Wos passiert do (DeSchoWieda & Monika Gruber) (2017, Videoproduktion: Tobias Loechle), Coverversion von Despacito - Luis Fonsi & Daddy Ya
- So und ned anders (2018, Videoproduktion: David Schlichter)
- Zwiderwurz (2018, Videoproduktion: Tobias Loechle)
- Maibaumfest (2018, Videoproduktion: Tobias Loechle), Coverversion von Wild Wild West - Will Smith
- Bavaria One (feat. Wolfgang Krebs) (2018, Kamera: Patrick Schingnitz, Schnitt: Martin Graßl)
- Fanhymnen (Autokorso-Mix) (2018, Videoproduktion: Tobias Loechle)
- Dirndlfliang (2018, Kamera & Schnitt: Ariel Spallek, in Zusammenarbeit mit Therme Erding)
- Dahoam (2018, Kamera & Schnitt: Ariel Spallek)
- Monaco Franze (Bavarian Everybody) (2019, Kamera & Color Grading: Martin Graßl, Schnitt: Tobias Loechle), Coverversion von Everybody - Backstreet Boys
- I’m Too Sexy (Auf da Bierbank), feat. Fred and Richard (2019, Videoproduktion: Tobias Loechle), Coverversion von I’m Too Sexy - Right Said Fred
- Servus Habedehre (live@Woodstock der Blasmusik) (2019, Kamera: Gorgy Walid, Videoproduktion: Tobias Loechle)
- Am Stammtisch (Can't Touch This) (2020, Videoproduktion: Tobias Loechle), Coverversion von U Can't Touch This - MC Hammer
- Bleib gschmeidig (Ausgrissn) (2020, Videoproduktion: Schau Hi Films / Thomas und Julian Wittmann, Kamera & Schnitt: Markus J. Schindler)
- Trink ma nie aus (DeSchoWieda & Schickimicki Club) (2020, Videoproduktion: Schickimicki Club)
- Der Anfang (2020, Kamera & Schnitt: Ariel Spallek)
- De mim Huat san guad (2021, Videoproduktion: Tobias Loechle)
- Wenn i mit dir tanz (feat. Nicki & Fleischi) (2021, Videoproduktion: Tobias Loechle)
- Nachts san alle Katzen blau (2021, Kamera: Selina Partelly, Im Auftrag von Winzz)
- Wenn die Bedienung kommt (Wellerman - Wiesn Remix) (2021, Videoproduktion: Tobias Loechle)
- Mia seng uns wieda (2021, Videoproduktion: Tobias Loechle)
- Centerfold feat. Ringlstetter (2021, Videoproduktion: Tobias Loechle), Coverversion von Centerfold - J. Geils Band
- Wonderful Days (2023, Videoproduktion: Tobias Loechle)
- Schmusen (2023, Videoproduktion: Tobias Loechle)
- Mamaso (2024, Videoproduktion: Felix Reiser; Idee: Tobias Loechle)
- Schwimma (2024)